# Ordinateur du futur
Pour l'ordinateur du futur, l'architecture actuelle[Quand ?] des ordinateurs n'est pas la seule envisageable.
D'autres voies ont déjà été explorées, avec des succès divers. Il se peut que certains des ordinateurs suivants remplacent ou complètent un jour les ordinateurs actuels :
- ordinateur quantique ;
- ordinateur à ADN ;
- ordinateur optique ;
- processeur autosynchrone ;
- processeur asynchrone ;
- ordinateur neuronal.